# Visitation de la Vierge Marie
Pour les articles homonymes, voir Visitation.
La Visitation de la Vierge Marie est une fête chrétienne célébrée par les catholiques et les orthodoxes. Elle est fixée au 31 mai (2 juillet dans les calendriers de la période 1263–1969 et les calendriers modernes des régions allemandes) par les catholiques, au 30 mars par les orthodoxes et au 23 juin par les melkites (veille de la Naissance de saint Jean Baptiste). Le luthéranisme l'avait conservée avant de la retirer.

## Texte biblique
La fête de la Visitation commémore un épisode de l'Évangile selon Luc : la visite que rend Marie, enceinte du Christ, à sa cousine Élisabeth, enceinte de Jean Baptiste.

« En ces jours-là, Marie partit et se rendit en hâte vers le haut pays, dans une ville de Judée. Elle entra chez Zacharie et salua Élisabeth. Or, dès qu'Élisabeth eut entendu la salutation de Marie, l'enfant tressaillit dans son sein et Élisabeth fut remplie du Saint-Esprit. Alors elle poussa un grand cri et dit : "Tu es bénie entre les femmes, et béni le fruit de son sein ! Et comment m'est-il donné que la mère de mon Seigneur vienne à moi ? Car, vois-tu, dès l'instant où ta salutation a frappé mes oreilles, l'enfant a tressailli d'allégresse en mon sein. Oui, bienheureuse celle qui a cru en l'accomplissement de ce qui lui a été dit de la part du Seigneur !" »

— Lc 1:39-45
Cette parole d'Élisabeth, avec celle de l'ange Gabriel lors de l'épisode de l'Annonciation, a donné la première partie du Je vous salue Marie, prière populaire dans le monde catholique, notamment dans la pratique du Chapelet et du Rosaire.

## Histoire
Cette fête fut établie en 1263 par saint Bonaventure pour les franciscains. Elle fut étendue à toute l'Église en 1379 par le pape Urbain VI. Le concile de Bâle, lors de sa session du 10 juillet 1441, la confirma, car elle n'avait pas été initialement acceptée par certains États fidèles aux antipapes lors du Grand Schisme.
Cette fête était autrefois célébrée le 2 juillet, conformément à l'Évangile selon Luc qui rapporte que Marie serait restée chez Élisabeth jusqu'à la naissance de Jean le Baptiste (et en supposant qu'elle y soit restée les huit jours supplémentaires correspondant aux rites de l'imposition du nom). Toutefois, le calendrier liturgique a abandonné cette date traditionnelle, pour placer la fête au dernier jour du mois de mai, c'est-à-dire à la fin du mois marial.

## Symbolique de la fête de la Visitation
Elle commémore la fête de deux enfants à naître, Jésus et son cousin Jean Baptiste. Par la fête de la Visitation, la mission de Jean Baptiste et celle de Jésus sont confirmées. La vocation prophétique de Jean, tressaillant dans le sein de sa mère, est de préparer et d'annoncer la venue de Jésus, Messie attendu par Israël, « Vrai Dieu et vrai Homme »  parmi les hommes.
C'est aussi à cette occasion que Marie, remplie de l'Esprit saint prononce le Magnificat, qui souligne le lien profond entre l'espérance et la foi.

## Succession spirituelle
Cet épisode biblique est le second des mystères joyeux médités pendant la prière du Chapelet (ou du Rosaire).
Il a donné son nom à l'ordre de la Visitation fondé en 1610 par saint François de Sales, évêque de Genève (canonisé en 1665 et proclamé docteur de l'Église en 1877) et par la baronne Jeanne de Chantal, canonisée sainte en 1767.

## Représentations

### Peinture

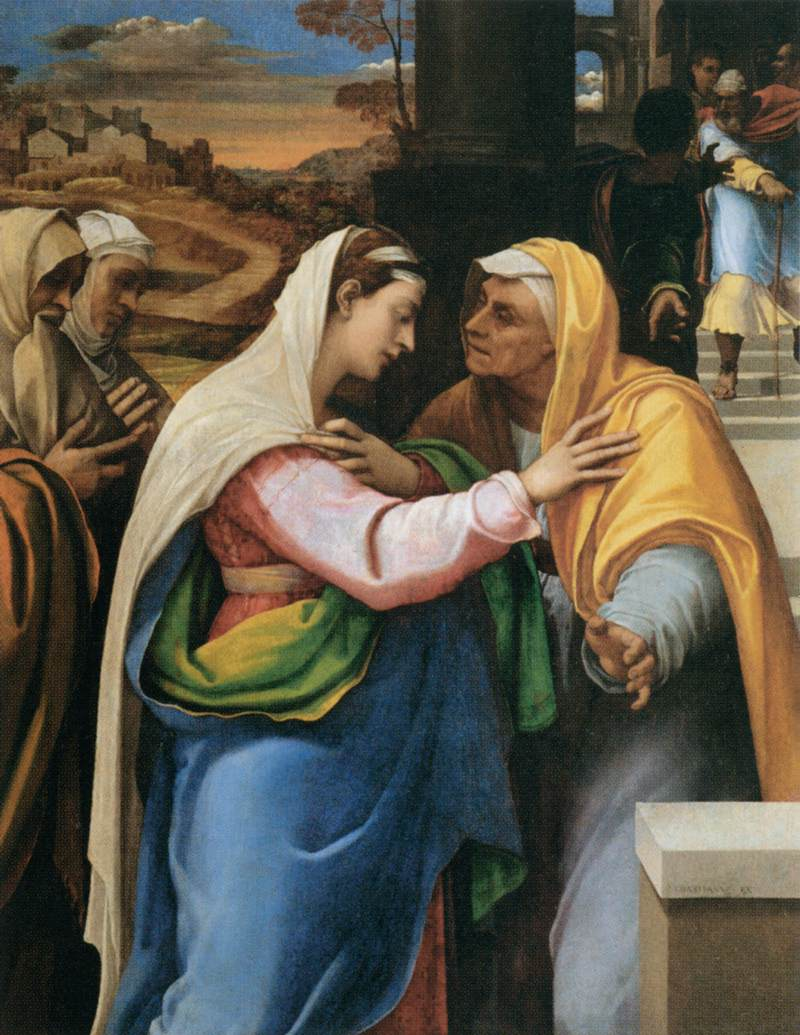
La Visitation par Sebastiano del Piombo, vers 1519.

Ce thème est autant représenté dans la peinture chrétienne que tous ceux concernant les autres épisodes de la vie de la Vierge Marie ou de la Passion du Christ.
- Visitation par Giotto (1310), basilique Saint-François d'Assise ;
- Visitation avec portrait du donateur, autel de la Vierge par Jacques Daret, (1435) (Staatliche Museen, Berlin) ;
- Retable de la Visitation (1460-70) par le Maître de Segorbe, Musée de la cathédrale de Segorbe à Segorbe ;
- La Visitation de la Vierge avec sainte Anne (1472-1473) par Le Pérugin ;
- La Visitation avec Marie-Jacobie et Marie-Salomé (1491) par Domenico Ghirlandaio ;
- Visitation (1503), par Mariotto Albertinelli pour la Congrégation San Martino, Galerie des Offices, Florence ;
- La Visitation (1517) par Raphaël ;
- La Visitation (vers 1519) par Sebastiano del Piombo ;
- La Visitation de Carmignano (vers 1528), par Jacopo Pontormo, Carmignano, piève ;
- Visitation (1538), par Francesco Salviati, Oratoire de San Giovanni Decollato, Rome ;
- La Visitation (vers 1714-1716), par Noël Nicolas Coypel, dans l'église Notre-Dame-de-la-Visitation de Champlain ;
- La Visitation (1881-1882), par François-Édouard Meloche, dans l'église Notre-Dame-de-la-Visitation de Champlain.

### Sculpture
- La Visitation, bas-relief de Lorenzo Bregno 1565, cathédrale de Trévise.

### Gravure
- La Visitation (1503), gravure sur bois d'Albrecht Dürer.

La Visitation dans les arts
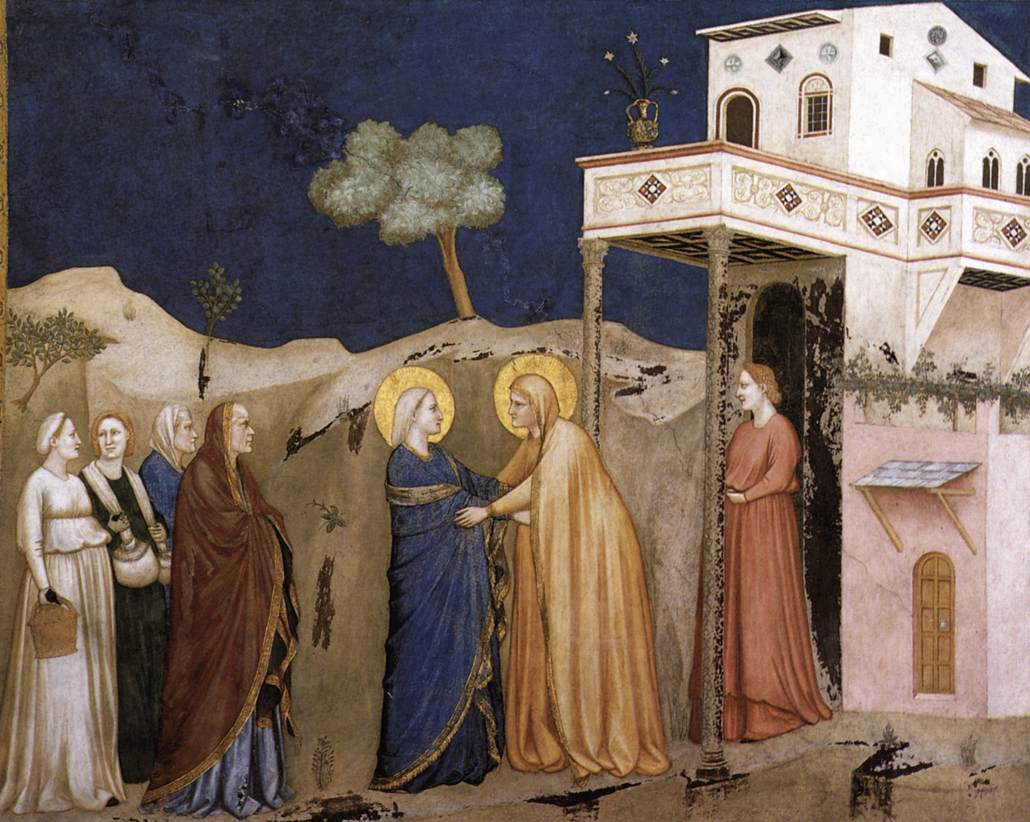
La Visitation par Giotto (1310).
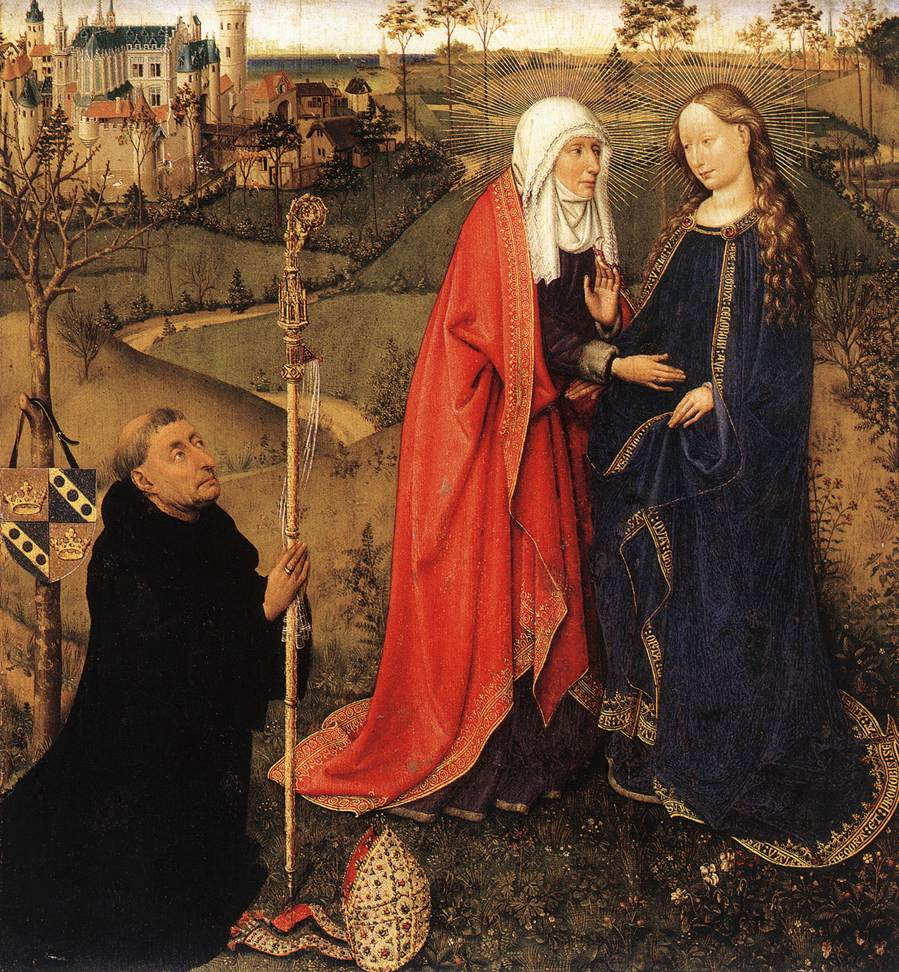
La Visitation par Jacques Daret (1435).
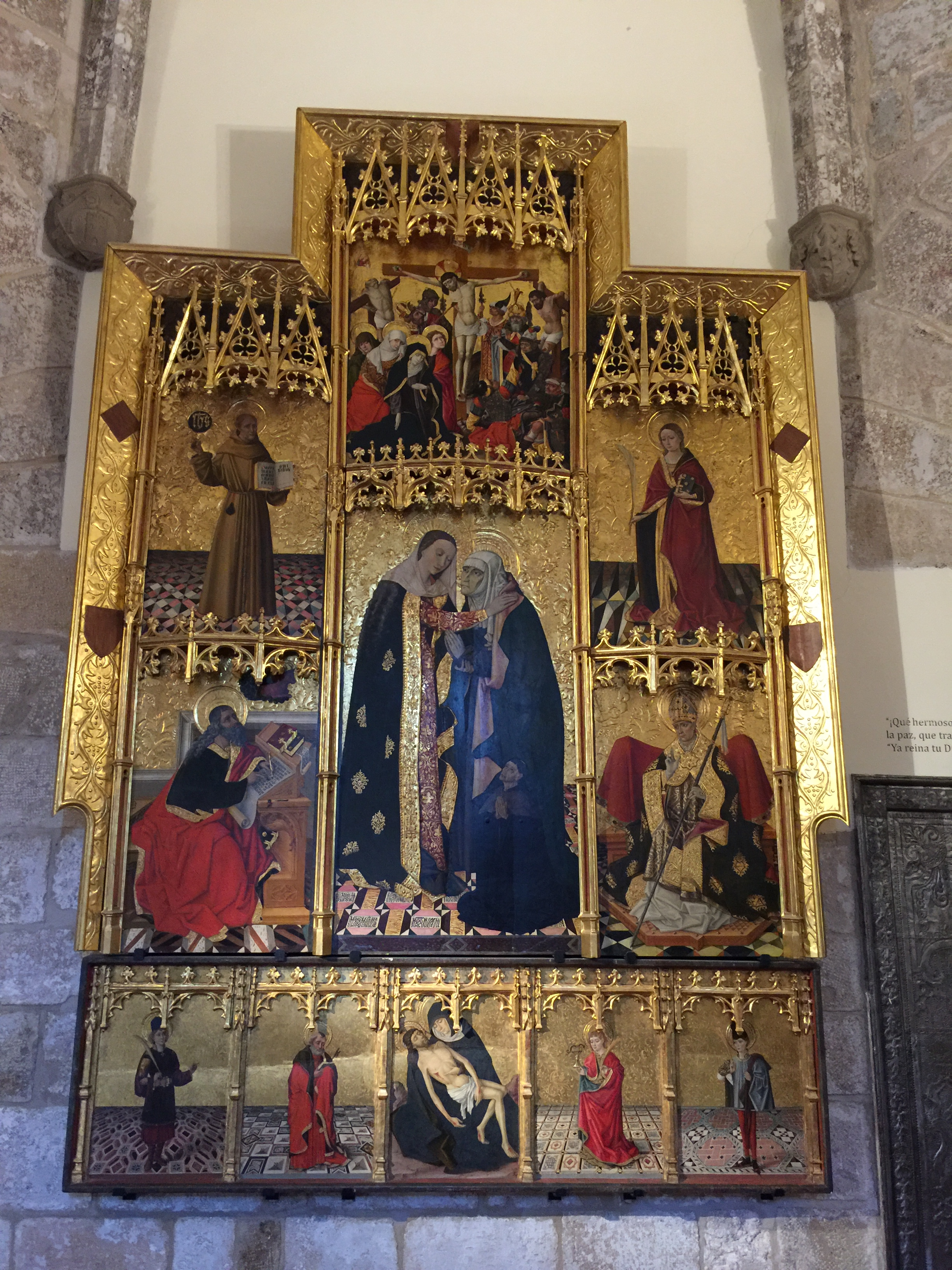
Retable de La Visitation par le Maître de Segorbe (1460-70).
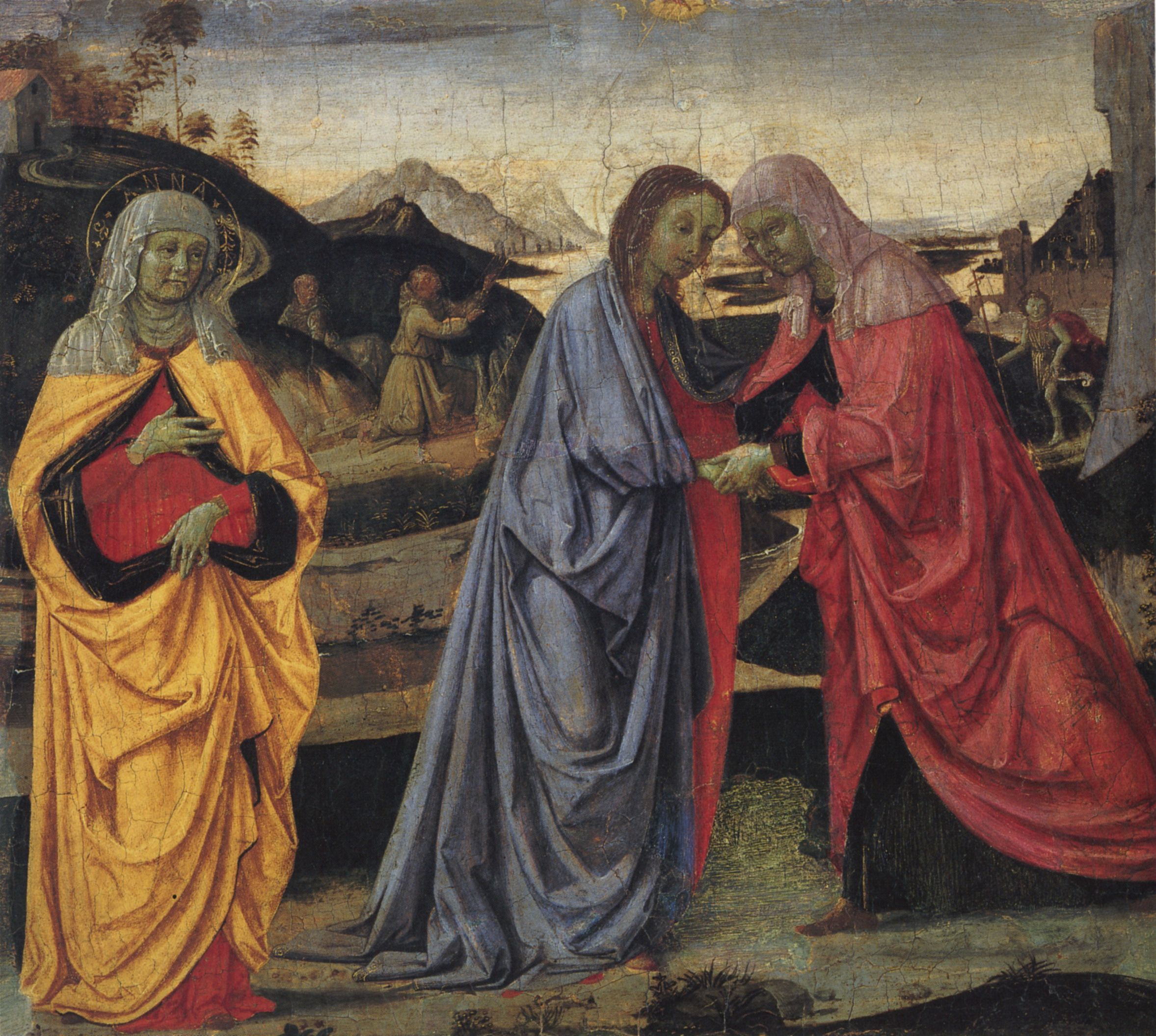
La Visitation par Le Pérugin (1472-1473).
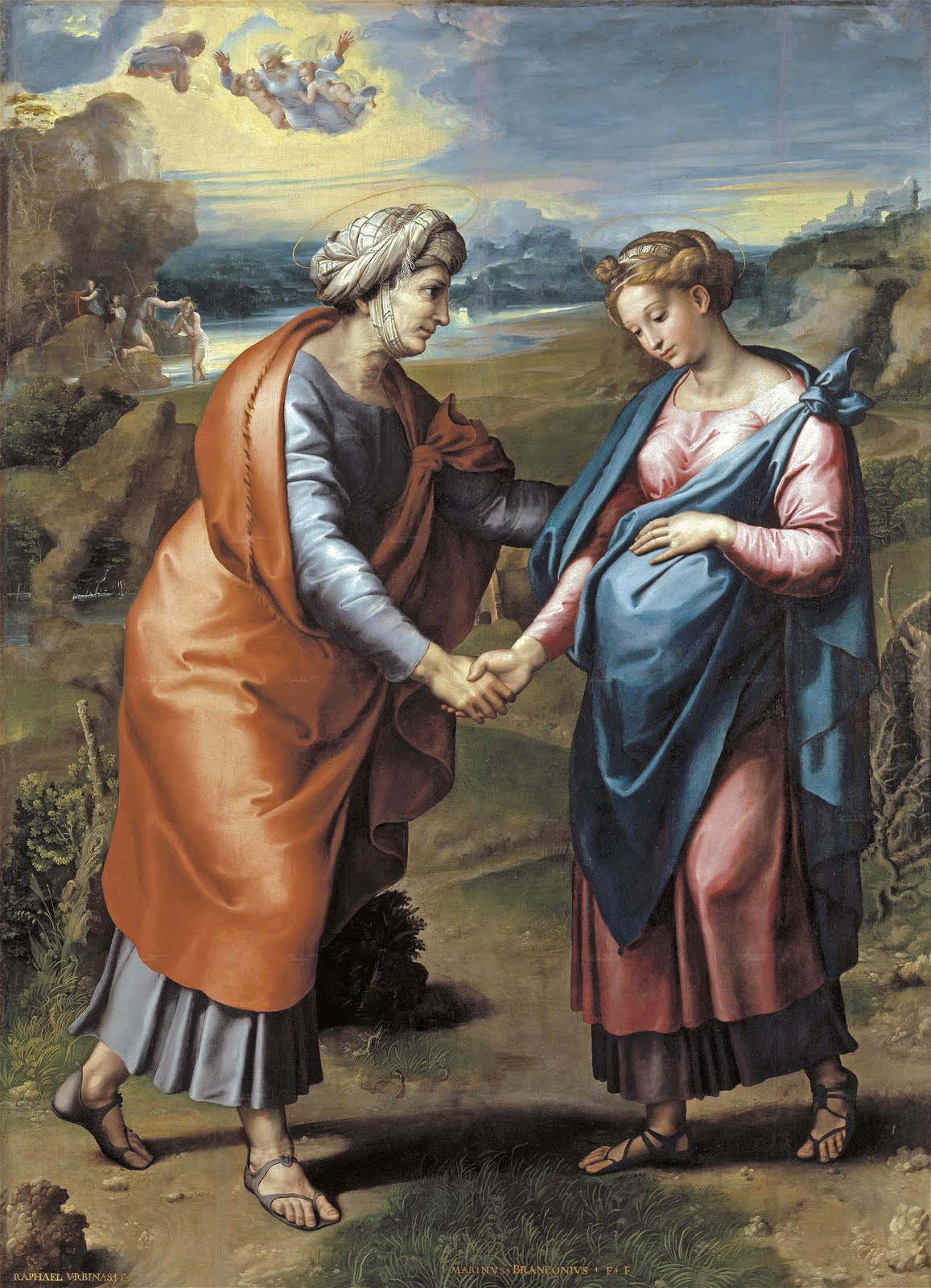
La Visitation par Raphaël (1517).
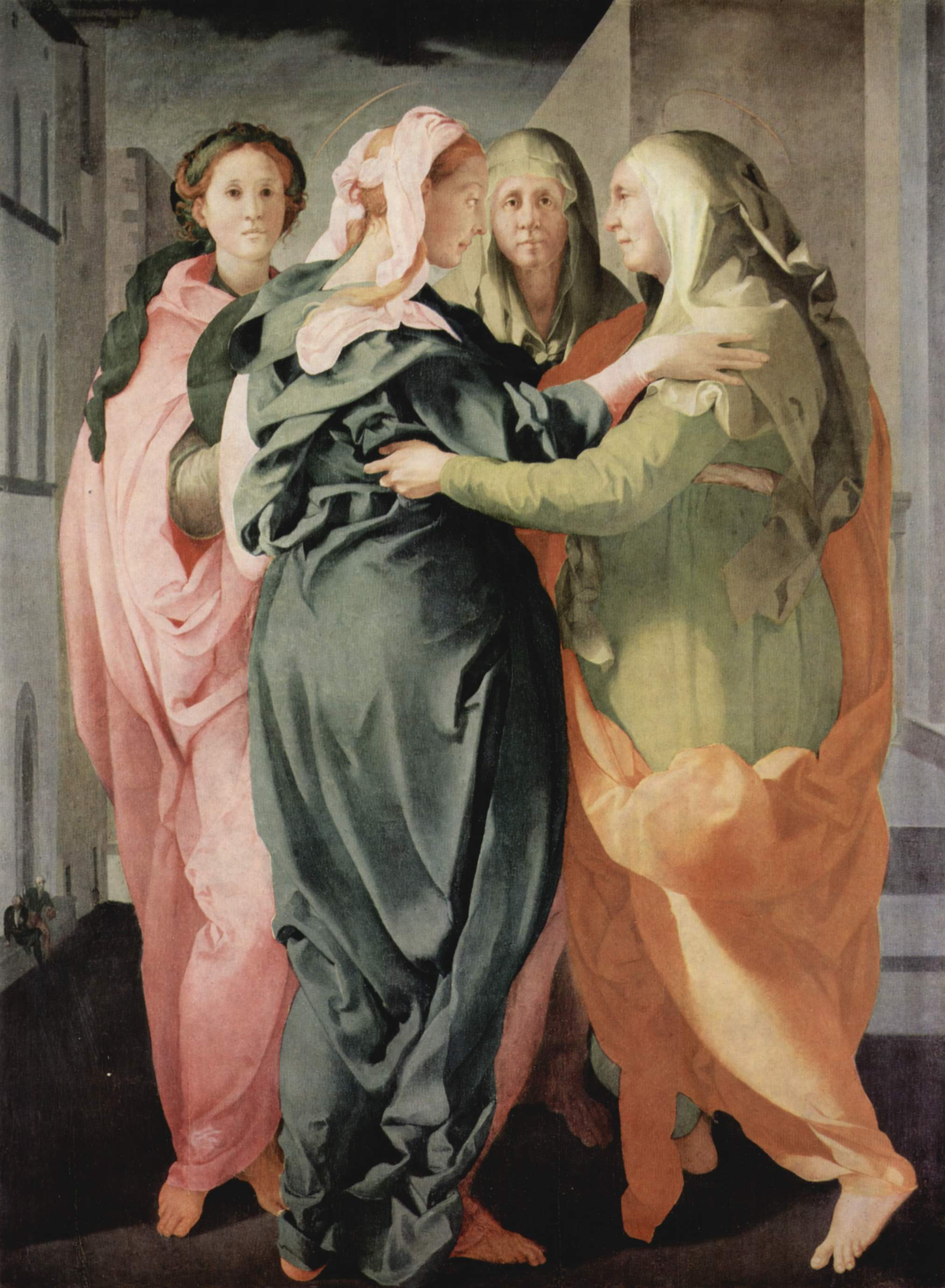
La Visitation du Pontormo, Carmignano.
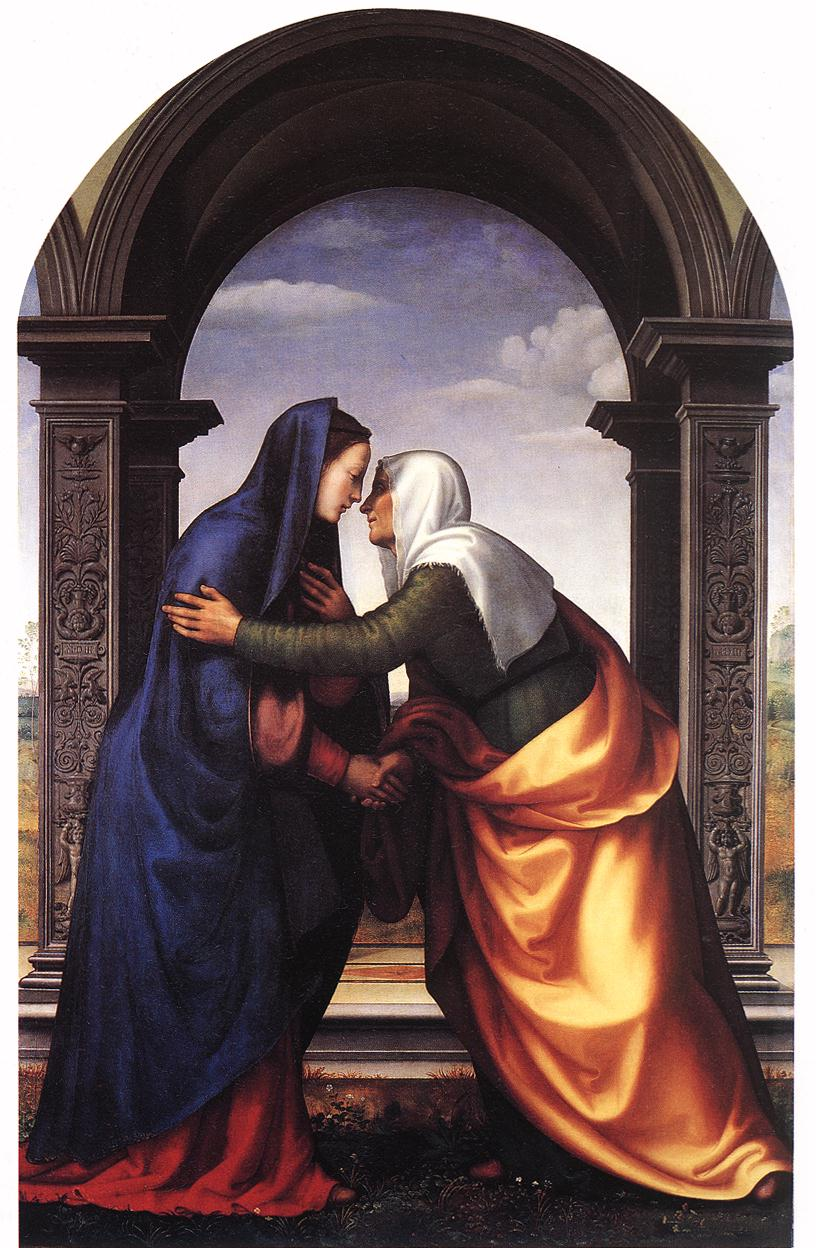
La Visitation par Mariotto Albertinelli, musée des Offices, Florence (1503).
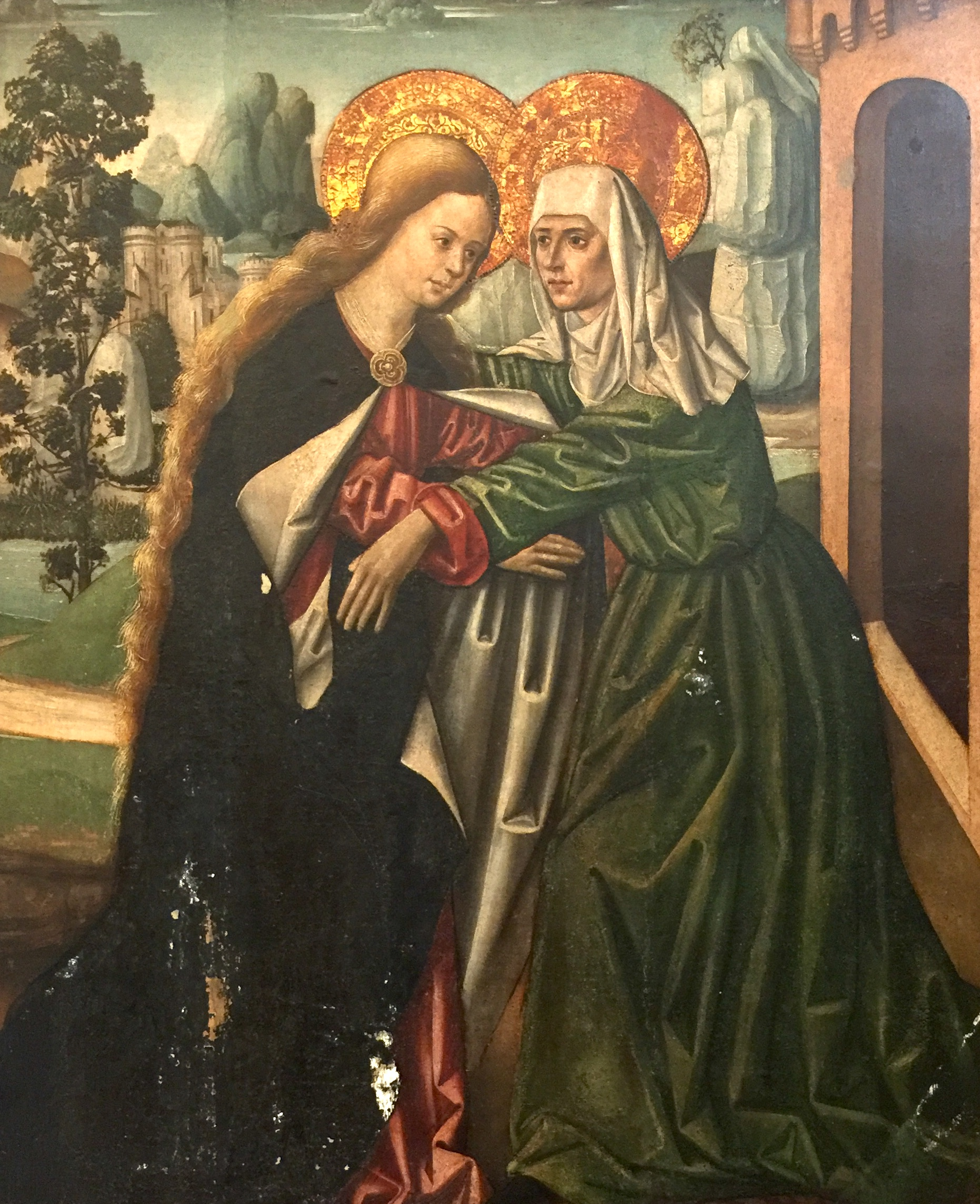
La Visitation, anonyme, Xàtiva, XVIe siècle.
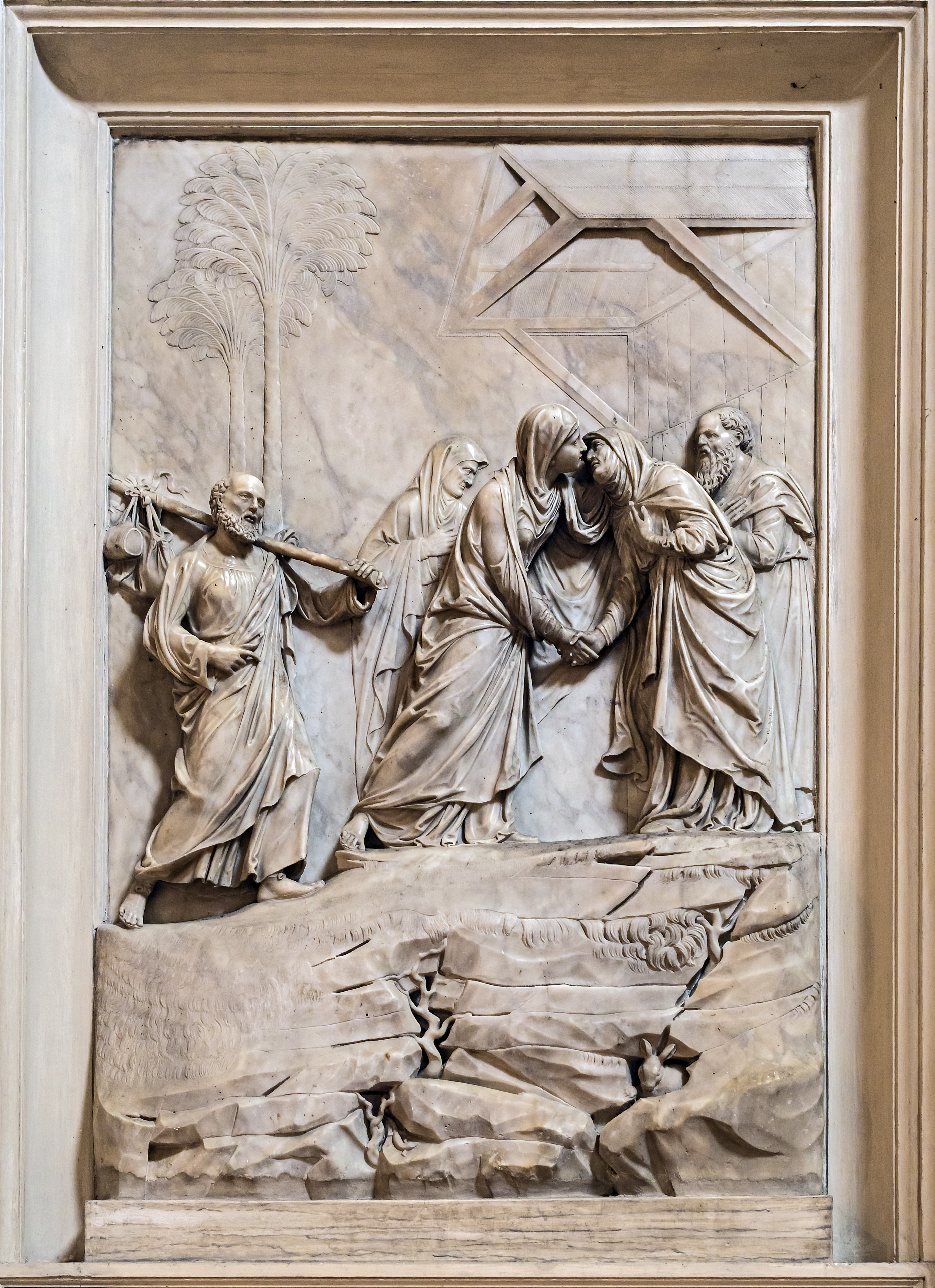
La Visitation de Lorenzo Bregno (1565), cathédrale de Trévise.
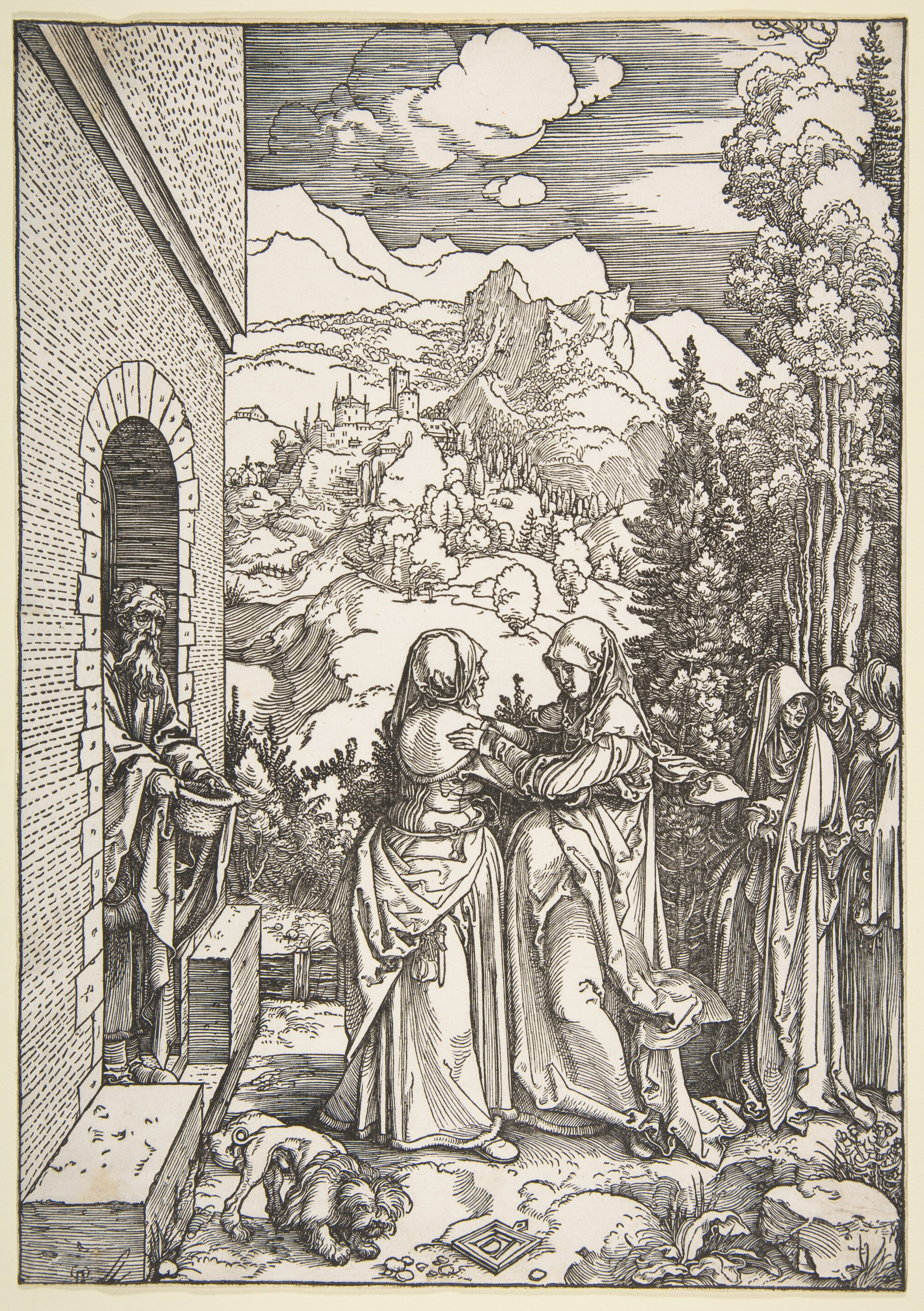
La Visitation d'Albrecht Dürer (1503).

### Vitrail

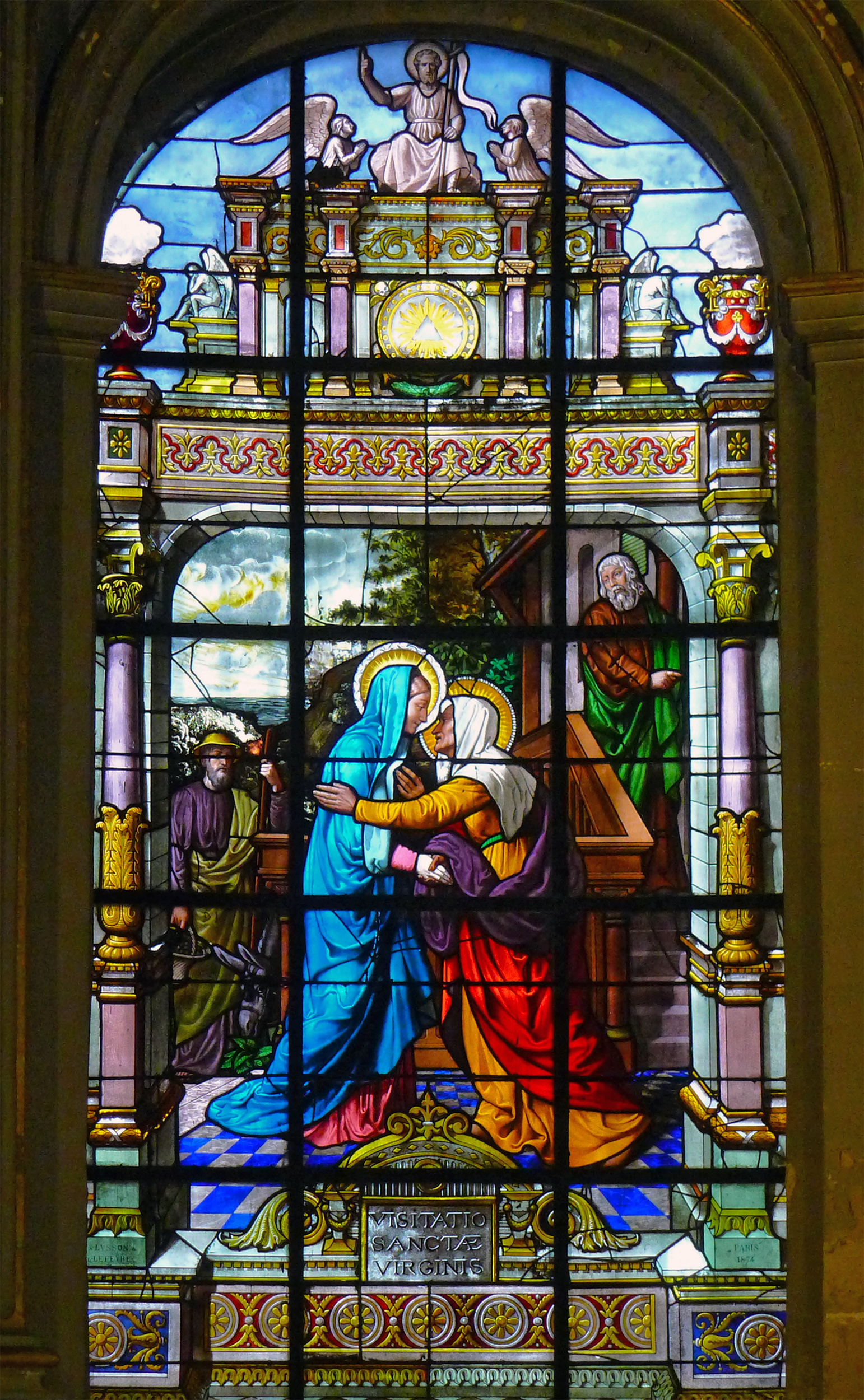
Église Saint-Laurent de Paris - Vitrail de la Visitation Antoine Lusson et Léon Lefèvre.

### Scoutisme
Notre-Dame de la Visitation est la sainte patronne des guides chez les Scouts unitaires de France.